# 南宁市第四十四中学

## 简介
南宁市第四十四中学是中華人民共和國廣西壯族自治區南宁市良庆区五象嶺森林公園附近的一所公办初级中学。前身为广西水电工程局职工子弟学校。该校创办于1959年。該校有教学楼、实验楼、公寓楼、食堂以及400米塑胶田径运动场。

## 校园环境
学校占地58亩，校园宽敞，地势平坦，环境优雅，设施完备。现有现代化教学楼2栋，学生公寓楼2栋，可容纳800名学生住宿。食堂、实验室、微机室、多媒体教室、运动场所等设施齐全。2007年秋季学期，广西艺术学院覃超柏教授、吴数德举重学校将在我校开设艺术专业班、体育专业班。 目前学校共有51个教学班，2986名在校生。

## 办学宗旨
为学生一生奠基，对民族未来负责